# Avenue Élisée-Reclus (Pierrefitte-sur-Seine)
Pour l’article homonyme, voir Avenue Élisée-Reclus.
L'avenue Élisée-Reclus est un des axes importants de Pierrefitte-sur-Seine. Elle suit le tracé de la route départementale 931.

## Situation et accès

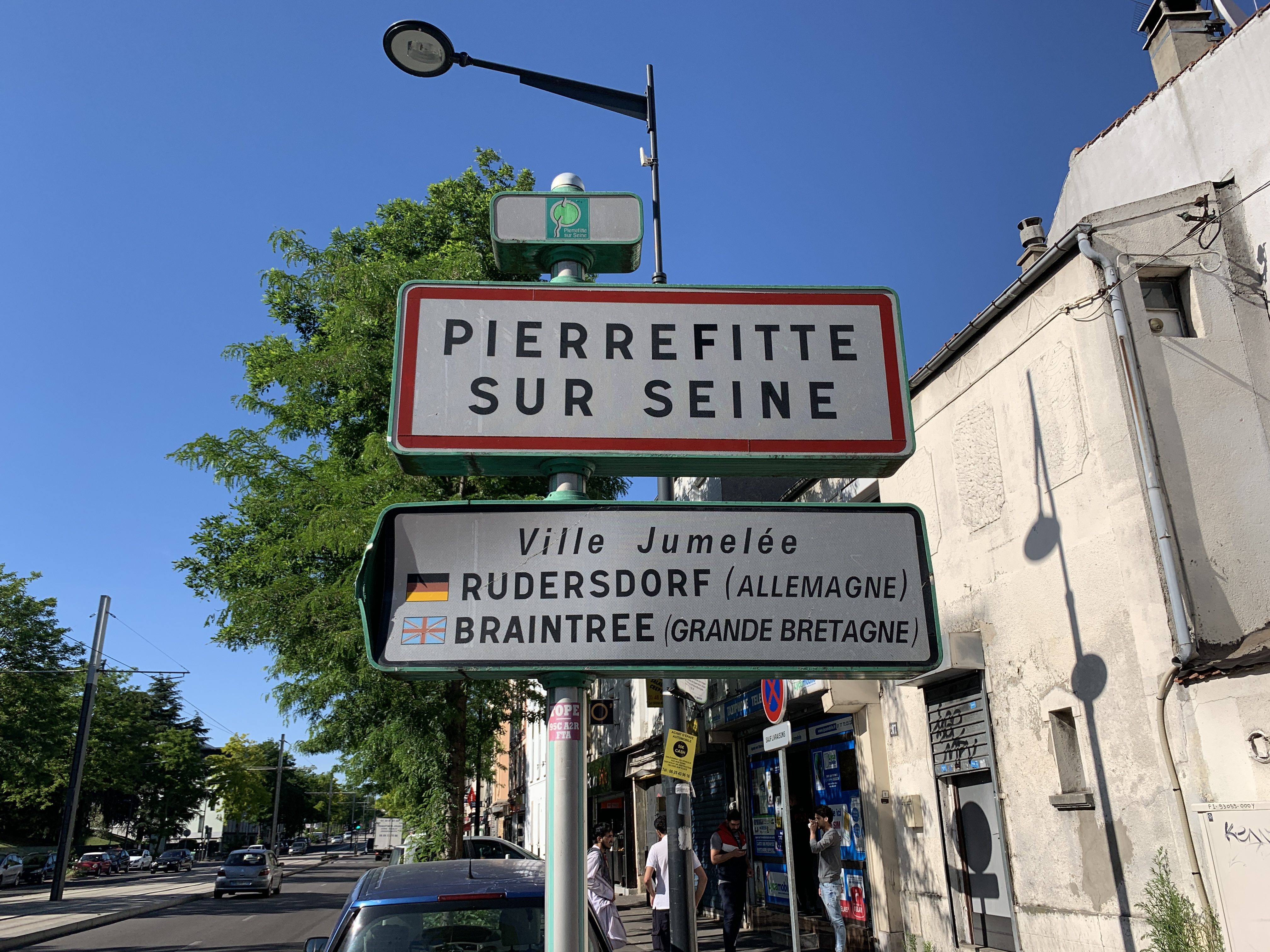
Entrée dans Pierrefitte-sur-Seine, avenue Élisée-Reclus, en 2020.

Commençant au nord, elle se termine à la bifurcation de l'avenue Lénine.
Son parcours est le tracé historique de la route nationale 1.
Sa desserte est assurée par la ligne 5 du tramway d'Île-de-France.

## Origine du nom

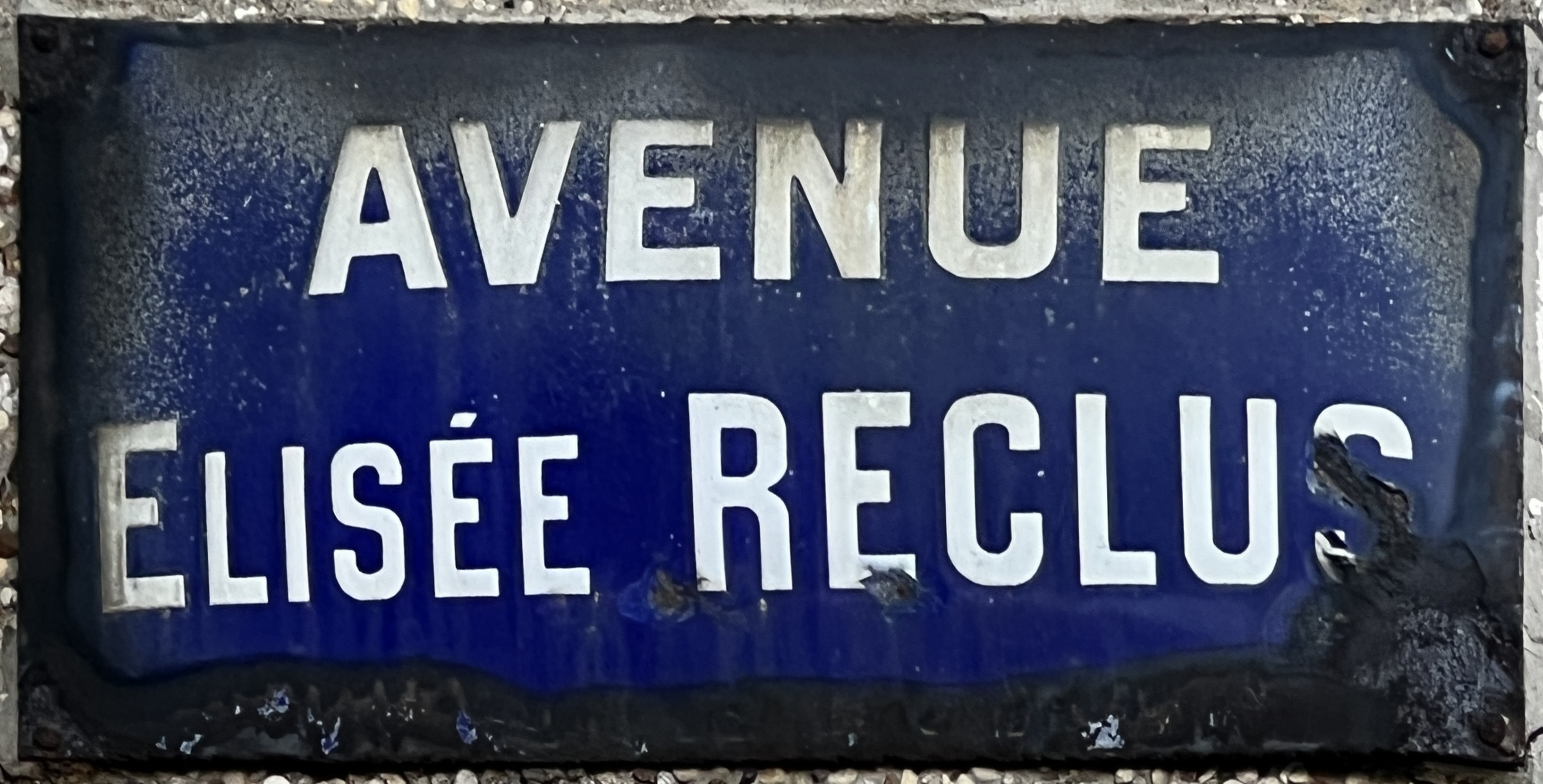
Plaque de l'avenue.

Cette avenue rend hommage à Élisée Reclus, géographe et militant anarchiste français.

## Historique
L'avenue Élisée-Reclus s'appelait autrefois avenue de Saint-Denis.
Le 11 mars 1918, durant les bombardements de Paris et de sa banlieue durant la Première Guerre mondiale, elle est victime d'un raid d'avions près du pont de Creil.
Le 15 mai 1943, Raymond Grandjean y abattit Raymond Dirr, maire de Pierrefitte-sur-Seine nommé par Vichy.

## Bâtiments remarquables et lieux de mémoire
- Elle se trouve sur le chemin de Saint-Jacques-de-Compostelle[3],[4].